# Tshikapa flygplats
Tshikapa flygplats är en flygplats i staden Tshikapa i Kongo-Kinshasa. Den ligger i provinsen Kasaï, i den sydvästra delen av landet, 600 km öster om huvudstaden Kinshasa. Tshikapa flygplats ligger 521 meter över havet. IATA-koden är TSH och ICAO-koden FZUK. Tshikapa flygplats hade 1 876 starter och landningar, samtliga inrikes, med totalt 9 535 passagerare, 1 746 ton inkommande frakt och 89 ton utgående frakt 2015. Flygplatsens landningsbana är 1 600 m lång och grusad. Kontrolltorn saknas.